# Alexander Prosvirnin
Alexander Prosvirnin, né le 24 août 1964 à Vorokhta et mort le 15 août 2010, est un spécialiste soviétique du combiné nordique.

## Palmarès

### Jeux olympiques
| Épreuve / Édition | Sarajevo 1984 |
| Individuel        | 6e            |

### Championnats du monde
| Épreuve / Édition | Rovaniemi 1984 | Seefeld 1985 |
| Individuel        |                | 14e          |
| Par Equipes       | Bronze         | 4e           |

### Coupe du monde
- Meilleur classement final: 4e en 1984.
- Meilleur résultat: 2e.